# Bojna (Glina)
Bojna is een plaats in de gemeente Glina in de Kroatische provincie Sisak-Moslavina. De plaats telt 32 inwoners (2001).